# Johannes Cuno (Bürgermeister)
Johann(es) Cuno (* 25. Mai 1630 in Neuhaldensleben; † 13. Mai 1685 ebenda) war Konrektor, später auch Bürgermeister in Neuhaldensleben. Er begründete die Genealogie der Halberstädter Cunoen, die dank Fortsetzung durch seine Nachfolger einen Zeitraum von 1505 bis 1957 umfasst.

## Leben
Als zweites von acht Kindern des Kaufmanns Johannes Cuno und seiner Ehefrau Elisabeth Müsing wurde Johannes Cuno am 25. Mai 1630 in Neuhaldensleben geboren. Die Stadt litt im Dreißigjährigen Krieg unter wechselnder Besatzung und verarmte. Zugleich war sie Zufluchtsort von Flüchtlingen der Umgebung – besonders aus dem zerstörten Magdeburg. Johannes musste als Elfjähriger erleben, wie sein Vater auf dem Rückweg von der Leipziger Messe von Soldaten ausgeraubt und halb totgeschlagen wurde und nach seiner Heimkehr an den Folgen mit knapp 44 Jahren starb. Seine Mutter, die infolge der Pest von 1636 seine Geschwister Elisabeth und Christian und viele ihrer Verwandten verloren hatte, behielt daraufhin nur ihre jüngsten Söhne Werner und Johann Heinrich, der erst nach dem Tode ihres Mannes zur Welt gekommen war, bei sich. Die anderen Brüder machten auswärts eine Kaufmannslehre. Eine Tochter wuchs ganz bei Verwandten in dem durch Schutzbrief „sicheren“ Gardelegen auf. Nur Johannes durfte als Ältester aufgrund eines Familienrates weiter Schulen in Haldensleben, Braunschweig, Helmstedt und Gardelegen besuchen. Von 1649 bis 1654 studierte er in der vom Dreißigjährigen Krieg schwer gezeichneten Stadt Helmstedt.
Zum Unterhalt trugen seine Mutter, Verwandte, Freunde der Familie und nicht zuletzt er selbst bei durch Unterrichtung von Kindern seiner jeweiligen Vermieter. Neben den von ihm einzutreibenden Rückzahlungen der Bürgerschaft Haldenslebens und Gardelegens, die von seinem verstorbenen Vater Gelder für die Forderungen der durchziehenden Soldaten erhalten hatten, ermöglichten ihm erbetene Stipendien bzw. gewährte Freitische, dass er sich in den schweren Zeiten durchschlagen und seine Ausbildung erfolgreich abschließen konnte.
Nach dem Studium verdingte er sich drei Jahre als Hauslehrer in verschiedenen Anstellungen, predigte in Vertretung von Pfarrern der Umgebung von Helmstedt, in Goslar, Flechtingen – hier waren sein Urgroßvater Georg Gevensleben (1520–1585) und Großvater Johannes Cuno (1553–1610) Pfarrer gewesen – und nicht zuletzt in seiner Heimatstadt. Dadurch wurde er bekannt und hätte wohl auch Pfarrer werden können. Doch folgte er schließlich dem früheren Rat seines 1657 an der Pest gestorbenen Onkels, Werner Cuno, der Rektor in Braunschweig gewesen war, und ergriff den Beruf des Pädagogen.
Da in seiner Heimatstadt die Stellen des Rektors und Konrektors gleichzeitig frei geworden waren, bewarb er sich und wurde Konrektor. Hier arbeitete er von 1657 bis 1670. Über seine Unterrichtsstoffe gibt er ebenso ausführlich Auskunft wie er auch schon das Verzeichnis seiner Helmstedter Vorlesungen mitgeteilt hat. Allerdings sind Vorlesungs-Mitschriften und viele seiner Bücher beim großen Brand von 1661 ein Opfer der Flammen geworden. Weiter berichtet er über Freud und Leid in seiner Familie in der schweren Zeit des Dreißigjährigen Krieges und der Notzeit danach. In seiner Pädagogik ist er von der Art und Weise beeindruckt, in der ihn sein Vater in früher Kindheit erzogen hat: Geprägt von Luthers Großem Katechismus verband dieser christliche Grundsätze mit oft humorvollen phantasiereichen „Exempeln“.
In seiner Heimatstadt errang der neue Konrektor Ansehen. 1663 heiratete er die 17-jährige Elisabeth Bauer. Sie schenkte ihm fünf Kinder, von denen lediglich seine Tochter Ursel vh. Eggebrecht (1672–1738) überlebte. Er wurde 1667 Braumeister und 1670 Ratsherr.
In der Pest von 1682 starben seine Schwester Ursula, vh. Asselmeier, im selben Jahr seine Frau und seine dreizehnjährige Tochter Gertrud, dazu noch einmal viele Einwohner und fast der ganze Rat der Stadt. Cuno überlebte wundersam und galt darum vielen geradezu als heilig.
Er heiratete als 54-Jähriger im Jahr 1684 ein zweites Mal: die erst 28-jährige Maria Gertrud Willrich, eine Tochter des Helmstedter Schulrektors Nicolaus Willrich.
1684 wurde er Bürgermeister. Dieses Amt – Gipfel seiner „Karriere“ – übte er aber nur ein Jahr lang aus, denn am 13. Mai 1685 starb er.
Als Pädagoge steht er in einer Familientradition: Onkel Werner Cuno (1600–1657) war Rektor an St. Ägidien in Braunschweig, Vetter Anton Werner Cuno (1635–1707) Rektor am Altstädter Gymnasium in Magdeburg Neffe Sigismund Andreas Cuno (1675–1747) Rektor in Schöningen, Großneffe Friedrich Cuno (1711–1747) Sub-Konrektor in Wolfenbüttel.

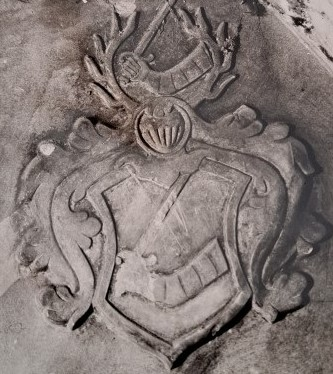
Teil des Allianz-Wappens Stecher-Cuno auf einem Epitaph in der Krypta der Kirche in Domersleben

Als er seine Karriere mit dem Amt des Bürgermeisters in Haldensleben krönte, folgte er seinem Bruder Franz Cuno (1631–1695, Bürgermeister in Helmstedt von 1683 bis 1695) und ging seinem jüngeren Bruder Johann Heinrich Cuno (1642–1716, Bürgermeister in Schöningen von 1709 bis 1716) voraus.
Seine Bedeutung für die Nachwelt liegt eher darin, dass er als erster „Nachrichtenschreiber“ mit etwa 42 Jahren begann, die Genealogie der Cunoen zu verfassen und den Cuno-Wappenbrief von 1610 zu überliefern. Das Original ist noch heute bei den Cuno-Erben erhalten. Johann Siebmacher nennt diese Sippe die Halberstädter Cunoen. Die Genealogie gibt über das rein Familiäre Einblicke in die Sozialgeschichte des Dreißigjährigen Krieges und der Nachkriegszeit, ergänzt Grimmelshausens Simplicius Simplicissimus und bereichert die Barockliteratur durch einen weiteren Beleg und um eine "weitere Quelle der Geschichtsschreibung von unten". Sein Neffe Sigismund Andreas nahm diese Initiative auf und verfügte, dass jeweils der Älteste einer folgenden Generation diese Arbeit fortsetzen sollte, was dann auch so ungefähr bis nach dem Zweiten Weltkrieg klappte.

## Schriften
- Theses theologicae de poenitentia. Helmstedt 1653.
- Nachricht von dem Geschlecht und Herkommen der Cunoen (1505-1684). Hg. von Reiner Stephany, Hamm 2008